# Liste von Jazzfestivals in Dänemark
In der Liste von Jazzfestivals in Dänemark sind Jazz-Veranstaltungen aufgeführt, die in Dänemark regelmäßig stattfinden.
| Festival                         | seit  | Monat       | Ort                     | Nachweis |
| -------------------------------- | ----- | ----------- | ----------------------- | -------- |
| Forårsjazz                       |       | Mai         | Livø                    |          |
| Helsingør Jazzfestival           |       | Mai         | Helsingør               |          |
| Sæby Jazz Festival               | 2010? | Mai         | Sæby                    |          |
| Modern Jazz Days                 |       | Juni        | Køge                    |          |
| Rømø Jazz                        |       | Juni        | Rømø                    |          |
| Gladsaxe Jazzfest                |       | Juni        | Gladsax                 |          |
| Siden Riverboat Jazz Festival    | 1964  | Juni        | Silkeborg               |          |
| Roskilde Jazz Days               | 2004  | Juni        | Roskilde                |          |
| Valby Summer Jazz Festival       | 2009  | Juni/Juli   | Valby und Frederiksberg |          |
| Jazz og Blues Festival           | ?     | Juni/Juli   | Fredericia              |          |
| Allinge Jazz Festival            |       | Juni/Juli   | Allinge                 |          |
| Copenhagen Jazz Festival         | 1979  | Juli        | Kopenhagen              |          |
| Aarhus Jazz Festival             | 1989  | Juli        | Aarhus                  |          |
| Maribo Jazz Festival             | 1987  | Juli        | Maribo                  |          |
| Kanal Jazz                       |       | Juli        | Løgstør                 |          |
| Sorø Jazz Festival               | 2013  | Juli        | Sorø                    |          |
| Ribe Jazz Festival               |       | Juli        | Ribe                    |          |
| Æro Jazz Festival                | 1990  | Juli/August | Ærøskøbing              |          |
| Femo Jazz Festival               | ?     | Juli/August | Femo                    |          |
| Middelfart Jazz Fezztival        | 2014  | Juli/August | Middelfart              |          |
| Livo Jazz og Musikfestival       |       | August      | Livo                    |          |
| den Bla festival                 |       | August      | Aalborg                 |          |
| Snake City Jazz                  |       | August      | Slangerup               |          |
| ØstersøJazz Festival             |       | Juli/August | Nexø                    |          |
| Jonstrup Jazz Festival           | 2014? | August      | Jonstrup                |          |
| Ringkøbing Fjord Jazz Festival   |       | August      | Stauning Havn           |          |
| Blå Jazz & Blues Festival        |       | August      | Aalborg                 |          |
| Jazz i trekanten                 |       | August      | Kolding u. a.           |          |
| Tisvilde Højskoles Jazz Festival |       | August      | Tisvilde                |          |
| Bogø Jazz Festival +             |       | September   | Bogø                    |          |
| Haderslev Jazzfestival           |       | September   | Haderslev               |          |